# Hexatoma fumidipennis
Hexatoma fumidipennis là một loài ruồi trong họ Limoniidae. Chúng phân bố ở miền Cổ bắc.